# Hilde Grünbaum
Hilde(gard) Grünbaum, eigentlich Grynbaum, verheiratete Zimche auch Simcha (* 31. August 1923 in Berlin; † 28. Februar 2024 im Kibbuz Netzer Sereni, wo sie seit 1948 lebte) war eine deutsche jüdische Musikerin und Überlebende des KZ Bergen-Belsen.

## Leben
Hilde Grünbaum war das einzige Kind von David und Suzanna Grünbaum und ging auf die Mittelschule in der Großen Hamburger Straße in Berlin. Später belegte sie bei Alfred Löwy – Esther Löwy war seine Nichte – Musikstunden und lernte, Geige zu spielen.
Ihr Vater, welcher einen polnischen Pass besaß, wurde 1938 aus Deutschland nach Polen ausgewiesen und ihre Mutter probierte anschließend, eine gefälschte Transitgenehmigung für eine Ausreise nach Belgien zu erhalten, wurde erwischt und verhaftet. Hilde Grünbaum weigerte sich, mit einem bereits genehmigten Kindertransport Deutschland Richtung England zu verlassen, während ihre Mutter in Haft saß, sodass sie in Deutschland blieb.
1940 trat sie der Hachschara-Bewegung zur Pionierausbildung in Ahrensdorf (Brandenburg) bei, welche die Auswanderung nach Israel vorbereitete, und kam dann zur landwirtschaftlichen Zwangsarbeit auf des Landwerk Neuendorf. Im April 1943 wurden dort die Mitglieder der Bewegung verhaftet. Grünbaum wurde am 19. April 1943 mit dem 37. Osttransport als Nr. 387 deportiert. Auf dem Transport von Berlin nach Auschwitz lernte sie Sylvia Wagenberg (Nr. 415, ihre Schwester Carla war Nr. 416 des Transports), welche ebenfalls aus dem Landwerk Neuendorf kam, kennen und blieb lebenslang mit ihr, auch da sie gemeinsam nach Israel auswanderten und im Kibbuz lebten, befreundet.
Grünbaum meldete sich, nach Abstimmung mit den anderen gefangenen Musikerinnen, als erste Jüdin für das neu aufgestellte Mädchenorchester von Auschwitz. Nachdem sie die Vorteile festgestellt hatte, brachte sie später u. a. auch Sylvia und ihre Schwester Carla in dem Orchester unter. Grünbaum erkrankte und konnte fortan nicht mehr Geige spielen, war aber für die Noten verantwortlich und fungierte als persönliche Assistentin der Dirigentin des Mädchenorchesters, Alma Rosé. Nach dem Tod von Alma Rosé übernahm im April 1944 die Russin Sonia Winogradowa das Orchester und stellte als Bedingung, dass alle jüdischen Musikerinnen das Orchester verlassen mussten. Im November 1944 kamen Carla und Sylvia Wagenberg und Hilde Grünbaum nach Bergen-Belsen.
Nach der Befreiung des KZs Bergen-Belsen traf sie sich mit den Angehörigen der ehemaligen Hachschara-Bewegung in Gehringshof und gründete den Kibbuz Buchenwald mit. Später ging Grünbaum gemeinsam u. a. mit Sylvia Wagenberg im März 1946 nach Palästina.
Sie engagierte sich für das Gedenken an Alma Rosé und hatte u. a. ihr Tagebuch aus dem Lager gerettet.
Grünbaum heiratete 1947 Ernst Azriel „Pi(e)se“ Zimche (1922–2015), den sie in einem DP-Lager kennengelernt hatte.